# Списак основних школа на Косову и Метохији
Списак државних основних школа на Косову и Метохији распоређених по управним окрузима: Косовски, Косовскомитровачки, Косовскопоморавски, Пећки и Призренски. 

## Косовски управни округ
| Основна школа               | Адреса                                             | Година оснивања | Локална самоуправа | Ранији назив            |
| --------------------------- | -------------------------------------------------- | --------------- | ------------------ | ----------------------- |
| ОШ „Аца Маровић”            | Цара Душана 125, Косово Поље                       | 1958.           | Косово Поље        | —                       |
| ОШ „Бранко Радичевић”       | Цара Душана 7, Обилић                              | 1922.           | Обилић             | ОШ „Братство”           |
| ОШ „Браћа Аксић”            | Новице Дејановића бб, Липљан                       | 1959.           | Липљан             | —                       |
| ОШ „Владимир Назор”         | Јањево бб, Јањево                                  | 1962.           | Липљан             | —                       |
| ОШ „Вук Караџић”            | Лепина бб, Лепина                                  | —               | Липљан             | —                       |
| ОШ „Димитрије Прица”        | Доња Брњица бб, Доња Брњица                        | 1923.           | Приштина           | —                       |
| ОШ „Доситеј Обрадовић”      | Црквена Водица бб, Црквена Водица                  | 1993.           | Обилић             | —                       |
| ОШ „Кнез Лазар”             | Доња Гуштерица бб, Доња Гуштерица                  | 1957.           | Липљан             | —                       |
| ОШ „Коста Војиновић”        | Светосавска бб, Подујево (Топличка 14, Куршумлија) | 1921.           | Подујево           | ОШ „Братство-Јединство” |
| ОШ „Краљ Милутин”           | Краља Милутина бб, Грачаница                       | 1997.           | Приштина           | ОШ „Момчило Поповић”    |
| ОШ „Миладин Митић”          | Мирјане Драговић бб, Лапље Село                    | 1962.           | Приштина           | —                       |
| ОШ „Милан Ракић”            | Бабин Мост бб, Бабин Мост                          | 1990.           | Обилић             | ОШ „Бабин Мост”         |
| ШООО „Раднички универзитет” | Штрпце бб, Штрпце                                  | 1995.           | Штрпце             | —                       |
| ОШ „Рајко Урошевић”         | Готовуша бб, Готовуша                              | 1991.           | Штрпце             | —                       |
| ОШ „Свети Сава”             | Племетина бб, Племетина                            | 1990.           | Обилић             | —                       |
| ОШ „Свети Сава”             | Кнеза Михајла 4, Сушица                            | 1998.           | Приштина           | —                       |
| ОШ „Стаја Марковић”         | Главна бб, Штрпце                                  | 1865.           | Штрпце             | —                       |
| ОШ „Угљаре”                 | Кнеза Милоша 52, Угљаре                            | 1997.           | Косово Поље        | —                       |
| ОШ „Шарски одред”           | Севце бб, Севце                                    | 1895.           | Штрпце             | ОШ „Севце”              |

## Косовскомитровачки управни округ
| Основна школа                     | Адреса                                         | Година оснивања | Локална самоуправа | Ранији назив                             |
| --------------------------------- | ---------------------------------------------- | --------------- | ------------------ | ---------------------------------------- |
| ОШ „21. новембар”                 | Вучитрн (Џона Кенедија 17, Косовска Митровица) | —               | Вучитрн            | —                                        |
| ОШ „Бановић Страхиња”             | Бањска бб, Бањска                              | 1949.           | Звечан             | ОШ „Светозар Марковић”                   |
| ОШ „Благоје Радић”                | Зупче бб, Зупче                                | 2000.           | Зубин Поток        | Државна основна школа „Свети Сава”       |
| ОШ „Бранко Радичевић”             | Џона Кенедија 17, Косовска Митровица           | 1856.           | Косовска Митровица | Прва српска основна школа                |
| ОШ „Вељко Банашевић”              | Џона Кенедија 17, Косовска Митровица           | 1961.           | Косовска Митровица | —                                        |
| ОШ „Владо Ћетковић”               | Џона Кенедија 17, Косовска Митровица           | 1951.           | Косовска Митровица | —                                        |
| ОШ „Вук Караџић”                  | Нушићева 4, Звечан                             | 1949.           | Звечан             | —                                        |
| ОШ „Вук Караџић”                  | Прилужје бб, Прилужје                          | 1865.           | Вучитрн            | —                                        |
| ОШ „Вук Караџић”                  | Косовско-метохијских бригада 1, Сочаница       | 1990.           | Лепосавић          | Српска продужна школа                    |
| ОШ „Десанка Максимовић”           | Џона Кенедија 17, Косовска Митровица           | 1964.           | Косовска Митровица | —                                        |
| ОШ „Доситеј Обрадовић”            | Џона Кенедија 17, Косовска Митровица           | 1955.           | Косовска Митровица | —                                        |
| ОШ „Јован Цвијић”                 | Колашинских кнежева бб, Зубин Поток            | 1990.           | Зубин Поток        | —                                        |
| ОШ „Лепосавић”                    | Војске Југославије бб, Лепосавић               | 1990.           | Лепосавић          | —                                        |
| ОШ „Милун Јакшић”                 | Бање бб, Бања                                  | 1946.           | Србица             | —                                        |
| ОШ „Петар Кочић”                  | Брњак бб, Брњак                                | 1999.           | Зубин Поток        | —                                        |
| ОШ „Предраг и Миодраг Михајловић” | Џона Кенедија 17, Косовска Митровица           | 1961.           | Косовска Митровица | —                                        |
| ОШ „Свети Сава”                   | Граце бб, Граце                                | 1991.           | Вучитрн            | —                                        |
| ОШ „Свети Сава”                   | Жеровница бб, Жеровница                        | 1982.           | Звечан             | —                                        |
| ОШ „Свети Сава”                   | Чика Јовина 1, Косовска Митровица              | 1961.           | Косовска Митровица | Основна школа број 1 ОШ „Азиз Сулејмани” |
| ОШ „Стана Бачанин”                | Браће Матовић 17, Лешак                        | 1990.           | Лепосавић          | —                                        |

## Косовскопоморавски управни округ
| Основна школа             | Адреса                            | Година оснивања | Локална самоуправа | Ранији назив                                                     |
| ------------------------- | --------------------------------- | --------------- | ------------------ | ---------------------------------------------------------------- |
| ОШ „9. мај”               | Кололеч бб, Кололеч               | 1961.           | Косовска Каменица  | Народна основна школа                                            |
| ОШ „Бора Станковић”       | Коретиште бб, Коретиште           | 1991.           | Гњилане            | —                                                                |
| ОШ „Бранко Радичевић”     | Церница бб, Церница               | 1985.           | Гњилане            | —                                                                |
| ОШ „Братство”             | Стрезовце бб, Стрезовце           | 1999.           | Косовска Каменица  | —                                                                |
| ОШ „Вељко Дугошевић”      | Школска бб, Ранилуг               | 1858.           | Косовска Каменица  | —                                                                |
| ОШ „Вук Караџић”          | Шилово бб, Шилово                 | 1992.           | Гњилане            | Нижа државна српска гимназија Државна гимназија Прва осмогодишња |
| ОШ „Десанка Максимовић”   | Цара Лазара бб, Косовска Каменица | 1960.           | Косовска Каменица  | Осмогодишња школа 16. новембар                                   |
| ОШ „Доситеј Обрадовић”    | Партеш бб, Партеш                 | 1992.           | Гњилане            | —                                                                |
| ОШ „Доситеј Обрадовић”    | Прековце 1, Прековце              | 1946.           | Ново Брдо          | Српска народна школа ОШ „Моша Пијаде”                            |
| ОШ „Марко Рајковић”       | Видовданска бб, Врбовац           | 1961.           | Витина             | —                                                                |
| ОШ „Миладин Поповић”      | Бостане бб, Бостане               | 1960.           | Ново Брдо          | —                                                                |
| ОШ „Миладин Поповић”      | Пасјане бб, Пасјане               | 1945.           | Гњилане            | —                                                                |
| ОШ „Младен Марковић”      | Светосавска бб, Витина            | 1961.           | Витина             | —                                                                |
| ОШ „Петар Петровић Његош” | Горње Кусце бб, Горње Кусце       | 1992.           | Гњилане            | —                                                                |
| ОШ „Свети Сава”           | Јасеновик бб, Јасеновик           | 1966.           | Ново Брдо          | —                                                                |
| ОШ „Свети Сава”           | Видовданска 1, Клокот             | 1990.           | Витина             | —                                                                |
| ОШ „Свети Сава”           | Паралово бб, Паралово             | 1992.           | Гњилане            | —                                                                |
| ОШ „Трајко Перић”         | Видовданска бб, Велико Ропотово   | 1961.           | Косовска Каменица  | —                                                                |

## Пећки управни округ
| Основна школа        | Адреса                    | Година оснивања | Локална самоуправа | Ранији назив |
| -------------------- | ------------------------- | --------------- | ------------------ | ------------ |
| ОШ „Јанко Јовићевић” | Гораждевац бб, Гораждевац | 1898.           | Пећ                | Српска школа |
| ОШ „Јединство”       | Црколез бб, Црколез       | 1960.           | Исток              | —            |
| ОШ „Радош Тошић”     | Осојане бб, Осојане       | 2002.           | Исток              | —            |

## Призренски управни округ
| Основна школа          | Адреса                      | Година оснивања | Локална самоуправа | Ранији назив |
| ---------------------- | --------------------------- | --------------- | ------------------ | ------------ |
| ОШ „22. децембар”      | Рестелица бб, Рестелица     | 1975.           | Гора               | —            |
| ОШ „9. мај”            | Горња Рапча бб, Горња Рапча | 1971.           | Гора               | ОШ „Рапча”   |
| ОШ „25. мај”           | Враниште бб, Враниште       | 2006.           | Гора               | —            |
| ОШ „5. октобар”        | Крушево бб, Крушево         | 1963.           | Гора               | —            |
| ОШ „Доситеј Обрадовић” | Видовданска бб, Ораховац    | 1992.           | Ораховац           | —            |
| ОШ „Зенуни”            | Брод бб, Брод               | 1976.           | Гора               | —            |
| ОШ „Небојша Јерковић”  | Драгаш бб, Драгаш           | 1948.           | Гора               | —            |
| ОШ „Светозар Марковић” | Велика Хоча бб, Велика Хоча | 1983.           | Ораховац           | —            |